# Port-Soudan
Port-Soudan (en arabe : بورتسودان, soit Būrtsūdān) est une ville et le principal port du Soudan sur la mer Rouge, situé à 675 km de la capitale soudanaise, Khartoum. La ville est le chef-lieu de l'État de la Mer-Rouge. Port-Soudan est  la source de 90 % du commerce international du pays. La population de Port-Soudan était estimée à 394 561 habitants lors du recensement de 2008. 
Port-Soudan a toujours été un centre d'activité commerciale, notamment dans le secteur du transport maritime. En raison de la guerre civile qui a éclaté en 2023, le gouvernement militaire s'est en grande partie relocalisé à Port-Soudan suite aux violents combats qui ont ravagé la capitale, Khartoum, ce qui lui a valu d'être qualifiée de capitale de facto du pays. Port-Soudan est également devenue un refuge pour les personnes déplacées à l'intérieur du Soudan.

## Histoire
La ville est fondée par les Britanniques en 1905 au terminus de la ligne ferroviaire reliant le Nil et la mer Rouge. Elle a remplacé Suakin dans le courant du XXe siècle comme principal port du pays, Suakin ne pouvant accueillir de navires modernes.
En 2009, Israël aurait utilisé des commandos navals pour attaquer des navires d'armement iraniens à Port-Soudan dans le cadre de l'opération Birds of Prey. En 2020, le président russe Vladimir Poutine a annoncé que la marine russe entamerait la construction d'une base pouvant accueillir 300 hommes et quatre navires de guerre à Port-Soudan. Cette installation fournirait à la Russie une base navale dans le pays pendant au moins 25 ans. Le projet a finalement été suspendu, bien que les dirigeants soudanais aient indiqué qu'il était possible que la construction se poursuive à l'avenir.
En 2016, des informations ont signalé que les habitants de Port-Soudan étaient confrontés à une pénurie d'eau. Suite au coup d'État soudanais d'octobre-novembre 2021, le conseil tribal Beja a instauré un blocus des ports de la ville pendant une semaine. Après des négociations avec les responsables militaires, le blocus a été levé.
Restée relativement à l'écart des affrontements de la quatrième guerre civile soudanaise, Port-Soudan devient la capitale de facto du Soudan à la faveur de celle-ci. Les principales institutions (ministères, état-major, ambassades, locaux des agences onusiennes et de diverses ONG internationales, bureaux des passeports, service du numéro national etc.) y sont relocalisées et 250 000 déplacés internes viennent s'y installer. 
Le 24 août 2024, l'approvisionnement en eau de Port Soudan, déjà largement inférieur aux besoins de la population, se retrouve sévèrement compromis par l'effondrement du barrage d'Arbaat, dont la retenue, située à une quarantaine de kilomètres au nord-ouest de la ville, constituait sa seule source d'eau douce.
Le 4 mai 2025, les RSF ont lancé une attaque de drone sur Port-Soudan pour la première fois depuis le début de la guerre, ciblant la base aérienne d'Osman Digna, « un entrepôt de marchandises et quelques installations civiles », causant des « dégâts limités ». Le lendemain, une autre attaque de drone des RSF a eu lieu, ciblant des dépôts de carburant, provoquant un incendie. Certains pays arabes ont condamné ces actions.

## Enseignement supérieur
La Red Sea University a été fondée en 1994.

## Lieux de culte

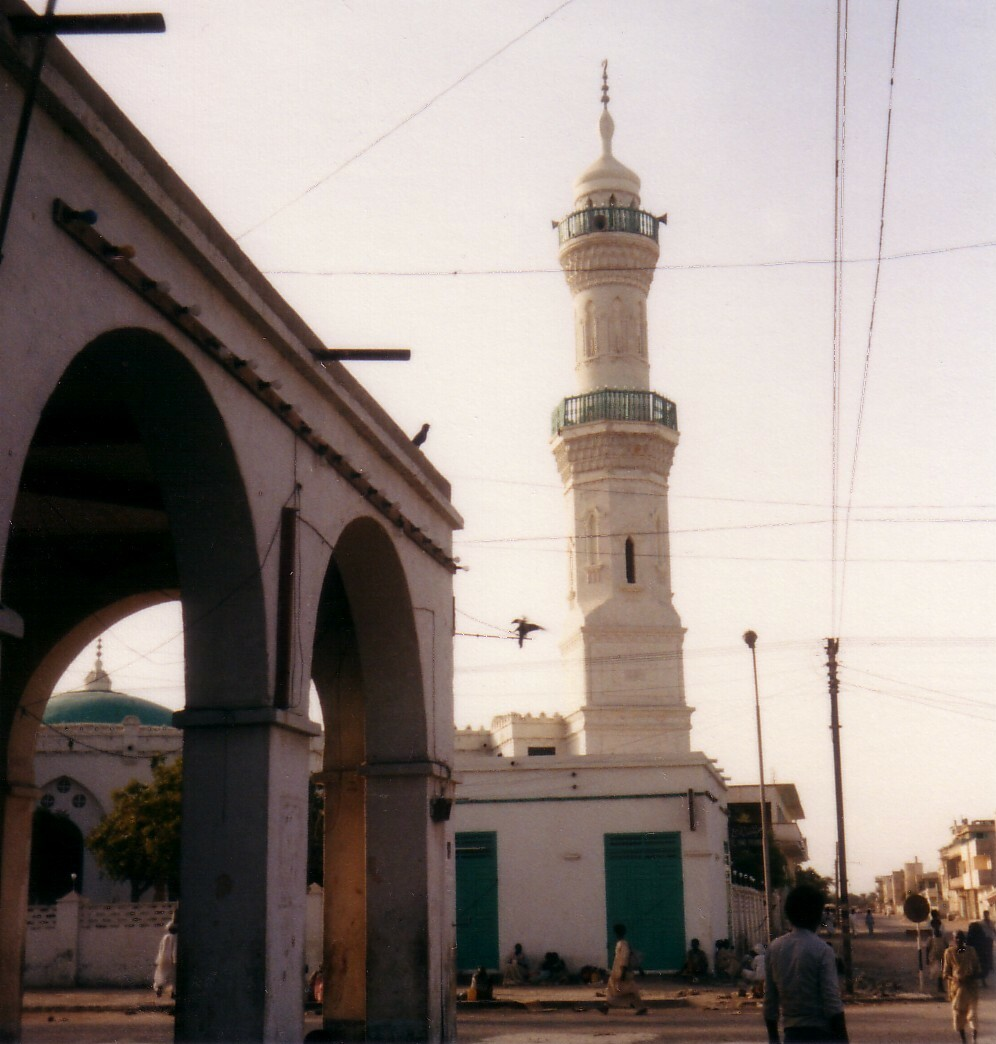
Mosquée de Port Soudan

Parmi les lieux de culte, il y a principalement des mosquées musulmanes.  Il y a aussi des églises et des temples chrétiens : archidiocèse de Khartoum (Église catholique), Église intérieure du Soudan (Alliance baptiste mondiale), Presbyterian Church in Sudan (Communion mondiale d'Églises réformées).

## Climat
Port-Soudan bénéficie d'un climat désertique chaud (Köppen : BWh) avec des étés extrêmement chauds et des hivers modérément chauds, nécessitant l'approvisionnement en eau douce du Wadi Arba'at, dans les collines de la mer Rouge, et des bassins d'évaporation du sel. Les températures peuvent facilement dépasser 30 °C (86 °F) en hiver et 45 °C (113 °F) en été. Plus de 90 % des précipitations annuelles tombent entre octobre et janvier, principalement en novembre. Le mois le plus humide jamais enregistré a été novembre 1947 avec 182 millimètres (7,2 pouces), tandis que l'année la plus humide a été de juillet 1923 à juin 1924 avec 231 millimètres (9,1 pouces). Les précipitations annuelles moyennes sont de 76 millimètres (3,0 pouces), et aucune pluie n'a été enregistrée entre janvier 1983 et juin 1984. La température moyenne tout au long de l'année (la moyenne de toutes les températures maximales quotidiennes et minimales nocturnes) est de 28,4 °C (83,1 °F).

## Économie

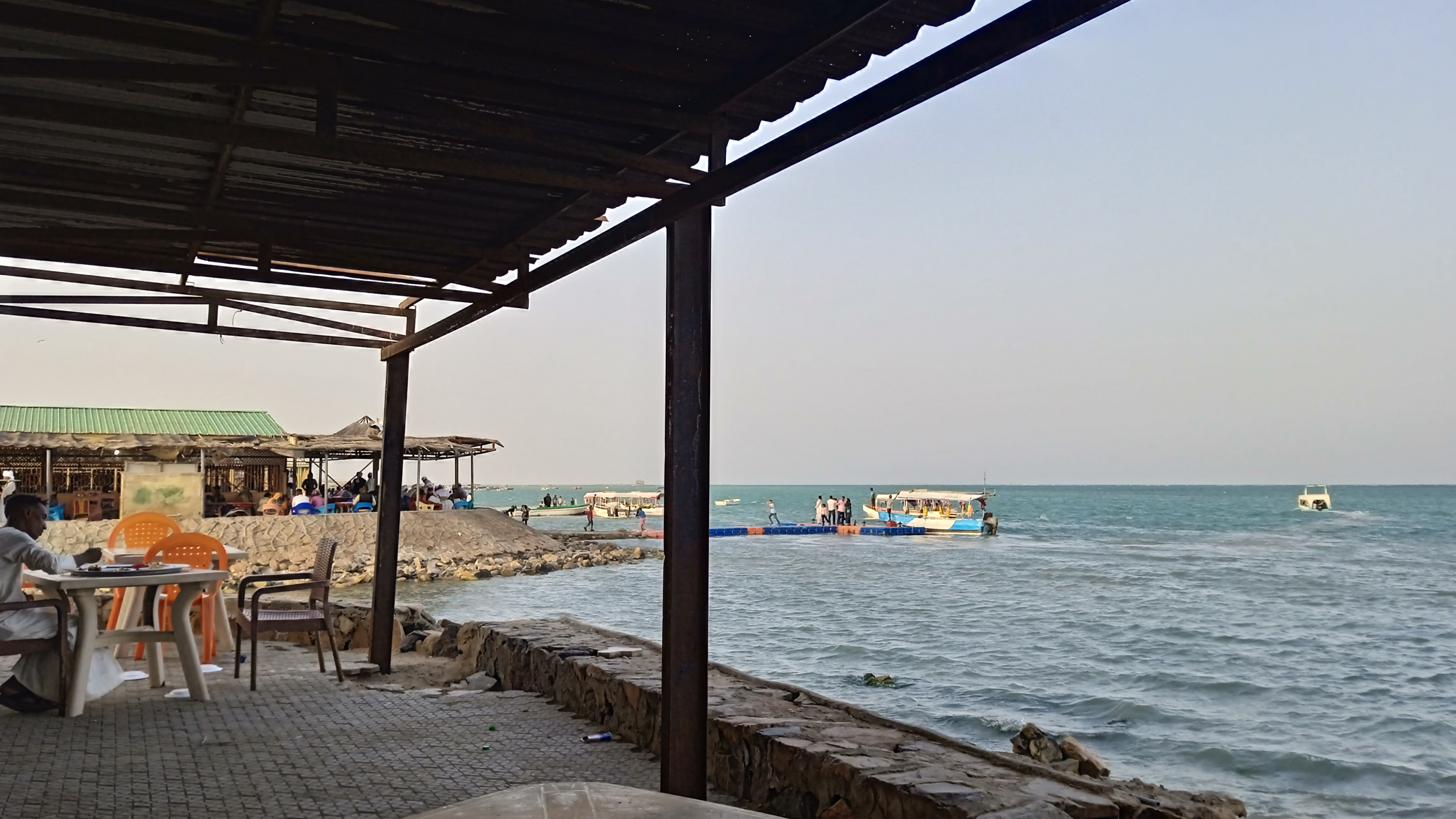
Restaurant en bord de mer.

Le chemin de fer transporte les produits agricoles de la vallée du Nil : coton, sésame ou sorgo à exporter.
Le port est équipé d'un terminal pétrolier. Un oléoduc court entre Port-Soudan et Khartoum depuis 1977.
La ville possède une raffinerie de pétrole et gère 90 % du commerce international du pays,.

## Transports
La ville est reliée par le transport aérien à l'aéroport de Port-Soudan.

## Homonymie
Port-Soudan est le titre d'un roman d'Olivier Rolin.